# Given
Given (ギヴン, Givun) est un boys' love manga de Natsuki Kizu, prépublié dans le magazine Cheri+ depuis avril 2013 et publié en volumes reliés par l'éditeur Shinshokan.
La série est adaptée en un audio drama de cinq épisodes en 2016 et en une série d'animation d'onze épisodes produite par Lerche et diffusée dans la case horaire noitaminA sur Fuji Television entre juillet 2019 et septembre 2019. Un film d'animation présentant la suite des événements de l'anime et produit par Blue Lynx a été diffusé dans les salles japonaises à partir du 22 août 2020.

## Résumé
Given raconte l'histoire de quatre étudiants membres d'un groupe de rock amateur, et de leurs relations amoureuses.
Le manga est composé de deux arcs narratifs : le premier raconte la relation entre Mafuyu et Ritsuka sur fond de création du groupe et termine sur leur première performance en concert, tandis que le deuxième décrit la relation entre Akihiko et Haruki alors que le groupe se prépare pour leur premier festival de musique. Un autre arc est exploré, mais moins présent; celui de la relation entre Shizu et Hiiragi. 

## Développement
Ritsuka Uenoyama est le guitariste à l'origine du groupe, composé de lui-même, du bassiste Haruki Nakayama et du batteur Akihiko Kaji. Un autre membre les rejoint bientôt, Mafuyu Satō, un garçon timide que Ritsuka découvre en train de dormir dans les escaliers du lycée, une guitare à la main. En réparant les cordes cassées de la Gibson ES-330 de Mafuyu, Ritsuka s'aperçoit que Mafuyu est un chanteur exceptionnel. Peu après, Ritsuka commence à enseigner la guitare à Mafuyu. Ritsuka découvre plus tard que la guitare de Mafuyu a appartenu à son ami d'enfance et petit ami Yūki Yoshida, qui s'est suicidé un an plus tôt.  
Le groupe fait face à quelques difficultés lors de la composition des musiques pour leur concert. En effet, Mafuyu  est incapable de mettre des paroles sur la chanson que Ritsuka a composée pour lui. Enfermé dans son passé, il n'arrive pas à exprimer ses sentiments, et il ne trouve pas comment toucher l'auditoire. Cependant, le jour du concert, l'inspiration de Mafuyu se débloque, et il raconte avec force la perte de son défunt petit ami et ses sentiments. Le public est très impressionné. C'est également le coup de foudre entre Mafuyu et Ritsuka, dont les sentiments l’un pour l’autre commencent à se manifester lorsqu'ils s'embrassent en coulisses après le concert. Le groupe se renomme Given à la mémoire de Yūki et de la guitare lui ayant appartenu.
C’est seulement après la publication d’une vidéo de ce concert sur Twitter que les premiers fans du groupe apparaissent. Les membres se mettent d’accord pour participer à un festival de musique. Malgré leurs efforts pour composer et jouer de nouveau ensemble, ils font face à de nouveaux problèmes en raison des sentiments cachés d'Haruki pour Akihiko, ce dernier fréquentant toujours son ex-copain Ugetsu Murata. Haruki trouve frustrant qu'Akihiko ne se rende pas compte qu’il lui brise le cœur avec certaines de ses attitudes et remarques. La tension monte entre Akihiko et Ugetsu, et Akihiko est renvoyé de l’appartement qu’il partageait avec Ugetsu. Akihiro attaque violemment Haruki, mais celui-ci arrive à forcer Akihiko à arrêter avant qu’ils n’aient des rapports sexuels. Même si Akihiko a agressé Haruki, celui-ci le laisse vivre chez lui car Akihiko n’a plus de toit. Haruki est blessé par certains mots et actions offensantes d'Akihiko. Haruki décide de reprendre sa vie en main, de ne plus se faire de souci pour Akihiko et d'ignorer ses sentiments pour lui. Contre toute attente, il commence à y avoir une bonne ambiance entre les deux garçons lors de leur cohabitation, même si des sentiments sont encore réprimés de la part d'Haruki. 
Le jour du concert pour les qualifications, Akihiko finit par rompre avec Ugetsu. Le groupe joue une chanson écrite par Mafuyu, mais cette chanson n’est pas suffisante pour que le groupe soit sélectionné. Vers la fin du manga, Akihiko finit par déménager de l’appartement d’Haruki et commence sérieusement à étudier la musique. Par la suite, il promet à Haruki qu’il va devenir une meilleure personne. Ils s'avouent leurs sentiments réciproques, et les deux jeunes hommes commencent une relation amoureuse.

## Personnages
Ci-dessous, une liste des personnages.

### Personnages principaux
Ritsuka Uenoyama (上ノ山 立夏, Uenoyama Ritsuka)
Voix japonaise : Yuma Uchida
Ritsuka, seize ans, est le guitariste principal du groupe. Il en joue depuis son enfance, depuis que son père lui a donné sa guitare quand il ne voulait plus en jouer. Il a appris à en jouer tout seul. Même s'il donne l’impression d’être froid envers les autres et de manquer d'expérience dans les relations sociales, il se préoccupe de ceux qui l’entourent et de leur bien-être.
Mafuyu Satō (佐藤 真冬, Satō Mafuyu)
Voix japonaise : Shōgo Yano
Ce jeune homme de seize ans est le chanteur et guitariste de la bande. Naturellement doué en musique, même s'il manque d'expérience à la guitare, il s’entraîne et devient rapidement un guitariste (plutôt moyen), chanteur et compositeur. Mafuyu ne veut pas exprimer ses émotions concernant son passé difficile, il a tendance à se refermer sur lui-même. Le chant lui permet de s'exprimer et de s'ouvrir aux autres.
Akihiko Kaji (梶 秋彦, Kaji Akihiko)
Voix japonaise : Takuya Eguchi
Akihiko, vingt ans, étudiant à l'université, est le batteur du groupe. Il sait également jouer du violon, et maîtrise plusieurs autres instruments. Akihiko a eu des relations avec des femmes et des hommes, et a de l'expérience dans les relations amoureuses. Il donne régulièrement des conseils aux autres sur ce sujet. Il habite avec son ex-petit ami Ugetsu, avec qui il a une relation uniquement physique.
Haruki Nakayama (中山 春樹, Nakayama Haruki)
Voix japonaise : Masatomo Nakazawa
Haruki est un jeune homme diplômé de vingt-deux ans, à la fois bassiste et leader de la bande. À cause de sa personnalité enjouée, c’est souvent lui qui met fin aux disputes qui ont lieu entre les membres du groupe ou avec d'autres personnes. Il est amoureux d'Akihiko mais garde ses sentiments secret. Préférant se contenter d'un amour à sens unique.

### Personnages secondaires
Yūki Yoshida (吉田 由紀, Yoshida Yūki)
Voix japonaise : Yoshiki Nakajima
Ex-copain de Mafuyu, et qui met fin à sa vie à la suite d'une dispute entre eux. La personnalité et le caractère de Yūki sont complètement différents de ceux de Mafuyu, ce qui fait que ces deux personnages s’entendaient vraiment bien, jusqu'au point de commencer à développer des sentiments l'un pour l'autre. Yūki a sauvé Mafuyu de son père abusif qui le frappait.
Ugetsu Murata (村田 雨月, Murata Ugetsu)
Voix japonaise : Atsushi Tamaru
Ex-copain et colocataire d’Akihiko pendant la plus grande partie des événements du manga. C'est un violoniste talentueux qui a remporté plusieurs concours internationaux.
Yayoi Uenoyama (上ノ山 弥生, Uenoyama Yayoi)
Voix japonaise : Sayuri Yahagi
Grande sœur de Ritsuka, qui éprouve un amour non réciproque avec Akihiko.
Shōgo Itaya (板谷 翔吾, Itaya Shōgo)
Voix japonaise : Kengo Takanashi
Un ami et camarade de classe de Ritsuka, attaquant-vedette en devenir dans la région de Kanto, et qui excelle dans le basketball.
Ryū Ueki (植木 涼, Ueki Ryū)
Voix japonaise : Hiroto Amano
Un des amis et camarade de classe de Ritsuka, membre de l'équipe de basketball de l'université.
Hiiragi Kashima (鹿島 柊, Kashima Hiiragi)
Voix japonaise : Fumiyo Imai
Ancien camarade de classe et ami d'enfance de Mafuyu, et qui a fait partie d'un ancien groupe de musique, avec Yūki et Yagi, où il jouait comme bassiste. Il est au courant de la relation entre son ami d'enfance et Yūki.
Yagi Shizusumi (八木 玄純, Shizusumi Yagi)
Voix japonaise : Taito Ban
Ancien camarade de classe et ami d'enfance de Mafuyu, et qui a fait partie d'un ancien groupe de musique, avec Yūki et Hiiragi, où il jouait comme batteur.
Kōji Yatake (矢岳 光司, Yatake Kōji)
Voix japonaise : Ryota Takeuchi
Camarade de classe d'Haruki, à la fois un chanteur, bassiste, et monteur vidéo pour promouvoir la musique d'un groupe.
Tsubaki (つばき)
Voix japonaise : Nakae Mitshiro
Membre du personnel de la salle de concert où travaille Mafuyu (anime seulement).

## Manga
Given est prépublié dans le bimensuel Cheri+ de l'éditeur Shinshokan depuis avril 2013.

### Liste des volumes
| no | Japonais           | Japonais          | Français          | Français          |
| no | Date de sortie     | ISBN              | Date de sortie    | ISBN              |
| -- | ------------------ | ----------------- | ----------------- | ----------------- |
| 1  | 29 novembre 2014   | 978-4-403-66449-6 | 24 novembre 2016  | 978-2-37506-030-8 |
| 2  | 30 janvier 2016    | 978-4-403-66503-5 | 26 janvier 2017   | 978-2-37506-031-5 |
| 3  | 1er mars 2017      | 978-4-403-66561-5 | 28 septembre 2017 | 978-2-37506-066-7 |
| 4  | 29 décembre 2017   | 978-4-403-66614-8 | 24 janvier 2019   | 978-2-37506-103-9 |
| 5  | 1er avril 2019     | 978-4-403-66674-2 | 25 juillet 2019   | 978-2-37506-162-6 |
| 6  | 3 août 2020        | 978-4-403-66736-7 | 28 mai 2021       | 978-2-37506-262-3 |
| 7  | 1er décembre 2021  | 978-4-403-66782-4 | 3 mars 2023       | 978-2-37506-331-6 |
| 8  | 3 octobre 2022     | 978-4-403-66834-0 | 17 novembre 2023  | 978-2-37506-387-3 |
| 9  | 1er septembre 2023 | 978-4-403-66880-7 | NC                |                   |

## Adaptations

### Audio drama
Un CD d'audio drama adaptant le premier volume est vendu avec le numéro de février 2016 de Cheri+. Le même mois, Crown Works débute la publication d'une série de livres audio adaptant chaque volume du manga.

### Série d'animation
Une série télévisée d'animation produite par le studio Lerche est diffusée dans la case horaire noitaminA sur Fuji Television entre juillet 2019 et septembre 2019, constituant la première série yaoi à être diffusée sur noitaminA,.
L'équipe de départ comprend Hikaru Yamaguchi en tant que réalisateur, Yuniko Ayana (綾奈ゆにこ) comme scénariste, Mina Osawa comme character designer et Michiru composant la bande originale,. Par rapport à l'audio drama de Crown Works, les voix sont redistribuées, mettant en scène Shōgo Yano, Yūma Uchida, Masatomo Nakazawa et Takuya Eguchi dans les rôles principaux. Les quatre chansons originales — le générique d'ouverture Kizuato, le générique de fin Marutsuke et les chansons Session et Fuyunohanashi — sont composées et interprétées par Centimillimental, avec les chansons additionnelles Marutsuke et Fuyunohanashi interprétées par l'acteur Shōgo Yano qui double le personnage de Mafuyu,

#### Musiques
Étant un anime qui tourne énormément autour de la musique, pendant le concert de l'épisode 9, Mafuyu arrive finalement à chanter lors du morceau composé pour lui par Ritsuka. La musique, nommée Fuyu no Hanashi, évoque les sentiments de Mafuyu envers Yuki, son ex-petit ami décédé. Il dit être perdu et ne pouvoir pardonner ni à Yuki ni à lui...

#### Liste des épisodes
L’anime adapte les trois premiers volumes du manga jusqu’au début du chapitre 15. La majorité des titres des épisodes font référence à des chansons de rock alternatif anglais, le style musical favoris de Ritsuka. Le neuvième épisode est nommé d'après la chanson originale jouée durant l'épisode
| No | Titre de l’épisode          | Date de 1re diffusion |
| -- | --------------------------- | --------------------- |
| 1  | Boys in the Band            | 11 juillet 2019       |
| 2  | Like Someone in Love (en)   | 18 juillet 2019       |
| 3  | Somebody Else               | 25 juillet 2019       |
| 4  | Fluorescent Adolescent      | 1er août 2019         |
| 5  | The Reason                  | 8 août 2019           |
| 6  | Creep                       | 15 août 2019          |
| 7  | Tumbling Dice               | 22 août 2019          |
| 8  | Time Is Running Out         | 29 août 2019          |
| 9  | A Winter Story (冬のはなし) | 5 septembre 2019      |
| 10 | Wonderwall                  | 12 septembre 2019     |
| 11 | Song2                       | 19 septembre 2019     |

Un OAV se centrant sur Mafuyu et Ritsuka durant les événements du film d'animation est sorti le 1er décembre 2021, livré en édition limitée avec le septième volume du manga.

### Film
Une adaptation cinématographique est annoncée le 19 septembre 2019 avec une sortie prévue pour le 16 mai 2020. Le développement du film est transféré de noitamina à Blue Lynx (en), le label d'animation de Fuji TV lancé en 2019. Le manga fait l'objet d'une adaptation cinématographique prévue pour le printemps 2020, produite par Blue Lynx (en). Le 12 juin 2020, la sortie du film est officiellement repoussée à cause de la Pandémie de Covid-19. Le film finira par sortir le 22 août 2020 dans les salles de cinéma japonaises. Le 3 février 2021, le film sort à l'international sur la plateforme Crunchyroll.
La série d'animation se concentre sur la relation entre Ritsuka et Mafuyu tandis que l'adaptation cinématographique du manga est centrée sur le second arc narratif qui suit la relation entre Akihiko et Haruki.

## Réception
Le second volume de la série est classé 39e de l'Oricon. 17 484 copies du second volume ont été vendues dans la deuxième semaine après sa parution. Au total, 30 308 copies ont été vendues en février 2016. Le troisième volume de cette série atteint la 37e place de l'Oricon et s'est vendu à 24 345 copies dans sa première semaine.